# Ahmad Nasser Al-Mohammad Al-Sabah
El jeque Ahmad Nasser Al-Mohammad Al-Sabah (en árabe: أحمد ناصر المحمد الصباح‎, romanizado: ash-Shaykh ʾAḥmad Nāṣir al-Muḥammad aṣ-Ṣabāḥ; Kuwait, 13 de febrero de 1971) es el ex-ministro de Relaciones Exteriores de Kuwait.

## Primeros años y educación
Miembro de la Casa gobernante de Sabah, Ahmad nació el 13 de febrero de 1971, hijo del exprimer ministro kuwaití Nasser Al-Mohammed Al-Sabah.
Asistió a la escuela secundaria Kaifan en Kuwait y se graduó en 1987. Durante la década de 1990, Ahmad asistió a varias escuelas de francés. En 1990, completó un título de asociado en ciencias políticas de la Universidad de Burdeos, seguido de dos títulos de licenciatura en relaciones internacionales e idiomas extranjeros de la Universidad de Estrasburgo en 1994. Luego obtuvo una maestría de la Universidad de Estrasburgo en 1995 y un doctorado en ciencias políticas de la Universidad Sorbona en 2000.
Ahmad se tomó un descanso durante sus estudios de 1990 a 1991 para trabajar como voluntario en la oficina del Ministro de Relaciones Exteriores del gobierno kuwaití en el exilio durante la invasión de Kuwait por parte de Irak.

## Carrera
Después de completar su educación, Ahmad fue designado para varios puestos en el Ministerio de Relaciones Exteriores de Kuwait. En 2016, fue ministro adjunto de Relaciones Exteriores.
El 17 de diciembre de 2019, Ahmad fue nombrado ministro de Relaciones Exteriores en una reorganización del gabinete bajo la dirección del primer ministro Sabah Al-Jalid Al-Sabah. En febrero de 2022, Ahmad fue acusado por miembros de la Asamblea Nacional de Kuwait (KNA) de corrupción e irregularidades administrativas y políticas, junto con el ministro de Defensa, Hamad Jaber Al-Ali Al-Salim Al Sabah. El 16 de febrero, Ahmad sobrevivió a una moción de censura en la KNA; sin embargo, Hamad renunció al día siguiente. Ahmad fue nombrado ministro de defensa interino.
Ahmad dejó el cargo de ministro de Relaciones Exteriores el 2 de octubre de 2022, cuando el gobierno renunció luego de las ganancias de los candidatos de la oposición en las elecciones generales de Kuwait de 2022.
Según el Fondo Carnegie, Ahmad es miembro de la próxima generación de posibles contendientes para el emir de Kuwait, especialmente dado que el ahora fallecido emir Sabah Al-Ahmad Al-Yaber Al-Sabah también se desempeñó como ministro de Relaciones Exteriores antes de su ascensión como emir.

## Honores
- Francia: Legión de Honor (2019), otorgada por Marie Masdupuy, embajadora francesa en Kuwait.[8]